# Туциндан
Туциндан је народни празник који пада 5. јануара, два дана пред Божић, односно дан пред Бадњи дан. Тога дана се коље и реди печеница за Божић. Некада се печеница тукла - убијала крупицом соли, касније ушицама од секире, па се онда, убијено или ошамућено прасе или јагње клало и редило. Зато је овај дан назван Туциндан.
За печеницу се обично коље прасе или јагње, а уз то неко још коље и припрема печену ћурку, гуску или кокош. Обичај везан за клање печенице, остао је вероватно из страних многобожачких времена, везан за жртвоприношење. Црква га је прихватила и благословила, јер после Божићног поста, који траје шест недеља, јача храна добро дође, поготово што су тада изузетно јаки мразеви и зиме.
На Туциндан, по народном веровању, децу не ваља тући, јер ће целе године бити неваљала и боловаће од чирева.